# Ziya Gökalp

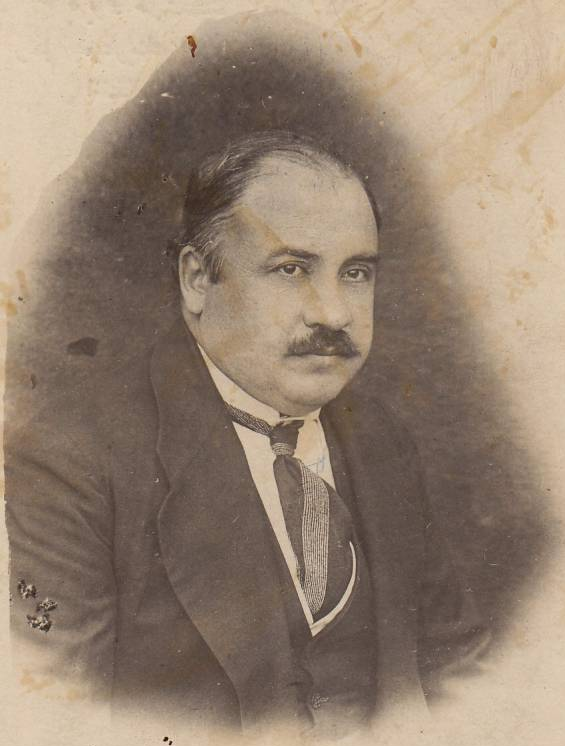
Ziya Gökalp

Mehmed Ziya (* 23. März 1876 in Çermik; † 25. Oktober 1924 in Istanbul), ab 1911 unter dem Schriftstellernamen Ziya Gökalp bekannt, war ein türkischer politischer Publizist, Essayist, Intellektueller und Mitbegründer der Soziologie im Osmanischen Reich und der modernen Türkei. Die Errichtung der modernen Türkei als säkularer Staat geht großteils auf die gedankliche Orientierung zurück, die Gökalps Ideen vorbereitet hatten. Seine Ideologie sieht eine strikte Ablehnung von (Pan-)Islamismus und Osmanismus vor, stattdessen ist der Türkische Nationalismus hervorgehoben.

## Jugend, Studien, erste Publikationen
Gökalp war zazaischer Abstammung, sein Vater ein Journalist in Diyarbakır. Durch ihn lernte Gökalp den jungosmanischen Patriotismus und Konstitutionalismus kennen. Während seiner schulischen Laufbahn an einer modernen Hochschule lernte er Französisch und moderne Wissenschaften. Nach dem Tod seines Vaters lehrte ihn sein Onkel Persisch und Arabisch und brachte ihm die Werke klassischer islamischer Bildung näher.
Gökalp ging 1895 nach Istanbul. Der Zusammenprall von Glauben, Mystik und moderner Wissenschaft in seiner Gedankenwelt sowie die Ablehnung seiner Pläne von einer höheren Ausbildung in Istanbul durch seinen Onkel hatte ihn zuvor zu einem Selbstmordversuch getrieben, von dem er durch seinen Freund Dr. Abdullah Cevdet abgehalten worden war.
In Istanbul besuchte Gökalp die Veterinärsschule und lernte so seine späteren Genossen İbrahim Temo und İshak Sukûti kennen. Seine liberale und revolutionäre Lebensphase begann durch sein Studium und durch seinen Beitritt zur damals noch geheimen Organisation der Einheit und des Fortschritts (İttihad ve Terakki). 1897 wurde er deshalb verhaftet und zu einem Jahr Gefängnis verurteilt und anschließend nach Diyarbakır in die Verbannung geschickt. Nach der Machtergreifung der Jungtürken im Jahre 1908 wurde er einer der bekanntesten osmanischen Autoren.
1909 wurde er in Selânik (heutiges Saloniki) in das Zentralkomitee der İttihad ve Terakki gewählt. Er brachte mit einer Gruppe von jungen Schreibern die Periodika Genç Kalemler (Junge Federn bzw. Junge Schreiber) und Yeni Felsefe Mecmuası (Die Zeitschrift der neuen Philosophie) heraus, die an der Demokratisierung der Sprache und der Literatur und an der Entwicklung einer Ideologie interessiert war, die eine soziale Veränderung anstrebte, die das Ziel der konstitutionellen Revolution von 1908 war. Diese Gruppe führte zum Erscheinen zweier Tendenzen: einer materialistischen und sozialistischen und einer ideologischen und nationalistischen, wobei Gökalp der führende Name der letzteren Tendenz wurde, die erstere Tendenz verschwand bald.

## Ideenlehre und Wirksamkeit

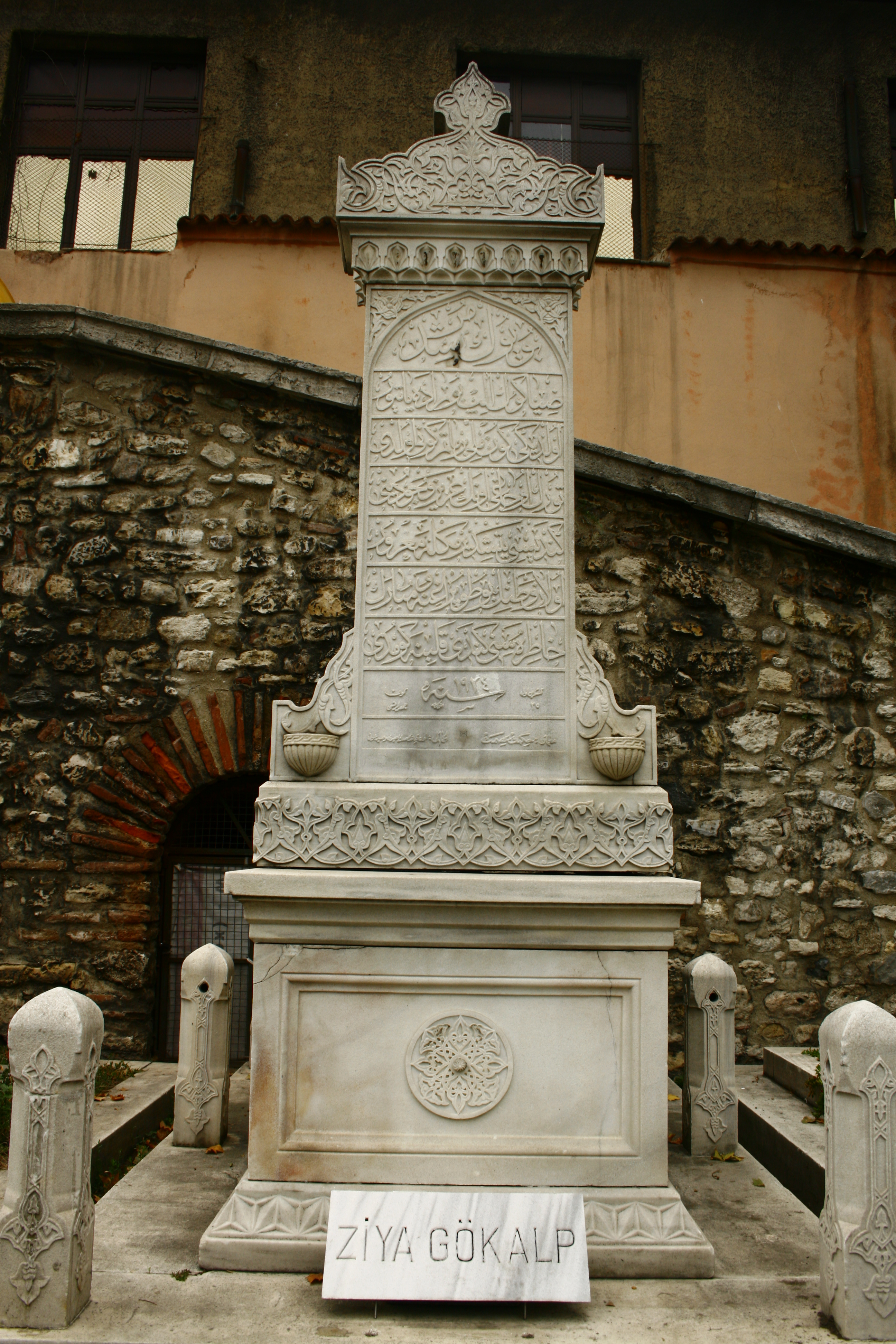
Gökalps Grab in Istanbul

Von 1912 bis 1919 lebte Gökalp in Istanbul. 1912 wurde er zum ersten Professor der Soziologie an der Darülfünun ernannt. In dieser Zeit machte er die Bekanntschaft mit ausgewiesenen Intellektuellen aus Kasan, von der Krim und aus Aserbaidschan, was seinem Nationalismus einen pantürkistischen Anstrich verlieh. Er wurde zum Mitglied des Türk Ocağı (dt. Türkischer Heimatverein).
Gökalp blieb aber in erster Linie der nationalistische Ideologe der Türken des osmanischen Reichs. Seiner Ideologie nach sollten die Türken des osmanischen Reichs aufgrund der Herausforderungen seitens der nichttürkischen Völker des sich auflösenden Reichs ein nationales Bewusstsein pflegen. Gökalps Schlüsselkonzept war dabei die Kultur, die er als „Werte und Institutionen“ definierte, die „eine Nation von einer anderen unterschieden“. Die türkische Nation sollte aus dem Gemisch von östlicher und westlicher Zivilisation hervorgehen. Die Elemente des Islam, die integraler Teil der türkischen Kultur geworden waren, sollten als geistige Kraft erhalten bleiben, die türkische Nation sollte verwestlicht werden, soweit die westlichen Werte mit der eigenen Kultur und dem eigenen Glauben in Einklang blieben.
Durch mehrere Artikel und durch seine Professur an der Universität Istanbul arbeitete er seinen Ansatz für Reformen in den Bereichen der Bildung, der Sprache, der Familie, der Justiz, der Wirtschaft und der Religion heraus.
Nach der Niederlage im Ersten Weltkrieg wurde er von den Briten zusammen mit mehreren türkischen Staatsmännern und Intellektuellen nach Malta ins Exil geschickt, wo er zwei Jahre blieb. 1921 kehrte er in die Türkei zurück und schloss sich der durch Mustafa Kemal geführten Nationalbewegung an. 1923 wurde er Abgeordneter von Diyarbakır im neuen türkischen Parlament. 1924 starb er als Mitglied der Großen Nationalversammlung der Türkei.
Fachlich beeindruckt vor allem von Durkheim, war er als jungtürkischer Verfechter der Modernisierung von nicht unbedeutendem Einfluss auf Atatürk. Er entwarf so ein neues Konzept für die neue türkische Republik. Dabei verschmolz er türkische Traditionen mit einigen westlichen Ideen. Die stärksten Pfeiler seiner Ideologie waren der Islam und das Türkentum. Er gilt als einer der prominentesten Verfechter des Turanismus. Nach Angabe der Großloge der Freien und Angenommenen Maurer der Türkei war Ziya Gökalp ein Freimaurer.
Ziya Gökalp schrieb auch Gedichte, blieb aber in der Hauptsache Essayist. Sein einziges Buch Türk Medeniyet Tarihi (Die Geschichte der türkischen Zivilisation) blieb unvollendet und wurde postum veröffentlicht. Gökalp prägte in seiner wohl bekanntesten Schrift „Die Grundlagen des Türkismus“ (1923) anknüpfend an Ernest Renan den modernen Begriff der türkischen Nation mit. Er lehnte darin jede Form des – damals in Europa herrschenden – völkischen Nationalismus bzw. Rassismus ab und bekannte sich zu seiner türkischen Identität.
Außerhalb der Türkei hatte Gökalp Einfluss auf Sati' al-Husri. Al-Husri verließ 1919 die Türkei, um sich der arabischen Nationalbewegung anzuschließen, wobei er Gökalps Theorien übernommen zu haben scheint.

## Werke
- Kızıl Elma (Der rote Apfel, Istanbul 1330 bzw. 1914)
- Türkleşmek, İslamlaşmak, Muasırlaşmak (Türkisierung, Islamisierung, Modernisierung, Istanbul 1918)
- Yeni Hayat (Neues Leben, Istanbul 1918)
- Altın Işık (Goldenes Licht, Istanbul 1339 bzw. 1923)
- Türk Töresi (Türkische Tradition, 1923)
- Doğru Yol (Der richtige Weg, 1923)
- Türkçülüğün Esasları (Grundlagen des Türkismus, Ankara 1339 bzw. 1923)
- Türk Medeniyet Tarihi (Geschichte der türkischen Zivilisation, postum 1926)
- Kürt Aşiretleri Hakkında Sosyolojik Tetkikler (Soziologische Untersuchungen der kurdischen Stämme)
- Malta mektupları (Briefe aus Malta), hrsg. Ali Nüzhet Göksel, Istanbul 1931
- Ziya Gökalp ve Çınaraltı (Ziya Gökalp – Unter dem Ahorn), hrsg. Ali Nüzhet Göksel, Istanbul 1939
- Fırka nedir? (Was ist eine Partei?), hrsg. E. B. Şapolyo, Zonguldak 1947
- Ziya Gökalp: hayatı, sanatı, eseri (Ziya Gökalp: sein Leben, seine Kunst, sein Werk), hrsg. A. N. Göksel, Istanbul 1952
- Ziya Gökalp külliyatı, Şiirler ve halk masalları (Ziya-Gökalp-Sammlung, Gedichte und Volksmärchen), hrsg. F. A. Tansel, Ankara 1952
- Yeni Türkiyenin hedefleri (Die Ziele der neuen Türkei), Ankara 1956
- Ziya Gökalpın ilk yazı hayatı, 1894-1909 (Die ersten Schriften von Ziya Gökalp, 1894–1909), hrsg. Şevket Beysanoğlu, Istanbul 1956
- Turkish nationalism and Western civilization: selected essays of Ziya Gökalp (Türkischer Nationalismus und westliche Zivilisation: ausgewählte Essays von Ziya Gökalp), übersetzt und hrsg. Niyazi Berkes, London/New York 1959